# Liste de films français sortis en 1998
Listes de films français
- 1994
- 1995
- 1996
- 1997
- 1998
- 1999
- 2000
- 2001
- 2002

Liste non exhaustive de films français sortis en 1998

## 1998
| Titre                                | Réalisateur                           | Distribution | Genre              |
| ------------------------------------ | ------------------------------------- | --- | ------------------ |
| À la place du cœur                   | Robert Guédiguian                     | Ariane Ascaride, Jean-Pierre Darroussin, Gérard Meylan, Patrick Bonnel, Djamal Bouanane                          | Comédie dramatique |
| À vendre                             | Laetitia Masson                       | Sandrine Kiberlain, Jean-François Stévenin                                                                       |                    |
| Alice et Martin                      | André Téchiné                         | Juliette Binoche, Alexis Loret, Mathieu Amalric, Carmen Maura, Jean-Pierre Lorit                                 | Drame              |
| Bimboland                            | Ariel Zeitoun                         | Gérard Depardieu, Judith Godrèche                                                                                | Comédie            |
| Ceux qui m'aiment prendront le train | Patrice Chéreau                       | Jean-Louis Trintignant, Charles Berling, Valeria Bruni Tedeschi, Vincent Perez, Dominique Blanc, Pascal Greggory | Drame              |
| La Classe de neige                   | Claude Miller                         | Clément Van Den Bergh, Emmanuelle Bercot, François Roy                                                           | Drame              |
| Le Comptoir                          | Sophie Tatischeff                     | Mireille Perrier, Maurane, Christophe Odent                                                                      |                    |
| Conte d'automne                      | Éric Rohmer                           | Marie Rivière, Béatrice Romand, Alain Libolt, Didier Sandre                                                      | Comédie dramatique |
| Déjà mort                            | Olivier Dahan                         | Romain Duris, Benoît Magimel, Zoé Félix                                                                          | Film dramatique    |
| Le Dîner de cons                     | Francis Veber                         | Jacques Villeret, Thierry Lhermitte, Francis Huster, Daniel Prévost                                              | Comédie            |
| L'École de la chair                  | Benoît Jacquot                        | Isabelle Huppert, Vincent Martinez, Vincent Lindon                                                               | Drame, romance     |
| L'Éternité et Un Jour                | Theo Angelópoulos                     | Bruno Ganz, Isabelle Renauld, Fabrizio Bentivoglio                                                               | Drame              |
| Jeanne et le Garçon formidable       | Olivier Ducastel et Jacques Martineau | Virginie Ledoyen, Mathieu Demy, Jacques Bonnaffé                                                                 |                    |
| Paparazzi                            | Alain Berberian                       | Vincent Lindon, Patrick Timsit, Catherine Frot, Nathalie Baye                                                    | Comédie            |
| Place Vendôme                        | Nicole Garcia                         | Catherine Deneuve, Jean-Pierre Bacri, Emmanuelle Seigner, Jacques Dutronc                                        | Policier, Drame    |
| Le Plus Beau Pays du monde           | Marcel Bluwal                         | Claude Brasseur, Marianne Denicourt, Jean-Claude Adelin, Jacques Bonnaffé, Didier Bezace, Thierry Lhermitte      | Comédie dramatique |
| Le Radeau de la Méduse               | Iradj Azimi                           | Jean Yanne, Daniel Mesguich, Claude Jade, Philippe Laudenbach                                                    |                    |
| Riches, belles, etc.                 | Bunny Schpoliansky                    | Lola Naymark, Claudia Cardinale, Marisa Berenson, Anouk Aimée                                                    |                    |
| Robin des mers                       | Jean-Pierre Mocky                     | Roland Blanche, Jacques Legras                                                                                   | Comédie            |
| Sitcom                               | François Ozon                         | Évelyne Dandry, François Marthouret, Marina de Van, Adrien de Van                                                | Comédie            |
| Taxi                                 | Gérard Pirès                          | Samy Naceri, Frédéric Diefenthal, Marion Cotillard                                                               | Comédie policière  |
| Trop (peu) d'amour                   | Jacques Doillon                       | Lou Doillon, Jérémie Lippmann                                                                                    | Comédie dramatique |
| Un grand cri d'amour                 | Josiane Balasko                       | Richard Berry, Josiane Balasko, Daniel Ceccaldi, Daniel Prévost                                                  | Comédie            |
| Une chance sur deux                  | Patrice Leconte                       | Jean-Paul Belmondo, Alain Delon, Vanessa Paradis, Michel Aumont                                                  | Comédie, action    |
| Vidange                              | Jean-Pierre Mocky                     | Marianne Basler, Jean-Pierre Mocky                                                                               |                    |
| La Vie rêvée des anges               | Érick Zonca                           | Élodie Bouchez, Natacha Régnier, Grégoire Colin                                                                  |                    |